# Thân Sư Nhâm Đường
Thân Sư Nhâm Đường (Hangul: 신사임당, 29 tháng 10, 1504 – 17 tháng 5, 1551) là nữ thi sĩ, danh hoạ, văn sĩ, nhà thư pháp dưới thời Joseon, thân mẫu của học giả Nho giáo Triều Tiên nổi tiếng Lý Nhị. Bà được người đời xem như một hình mẫu Nho giáo tiêu biểu và truy tôn với danh hiệu Eojin Eomeoni (어진 어머니 - Người mẹ thông thái).

## Tiểu sử
Theo tài liệu chép lại tên của bà là Shin In-seon (신인선, 申仁善) nhưng chưa được khẳng định; tên tự là Nhân Thiện (仁善), tên hiệu là Sư Nhâm Đường (師任堂, 사임당, Saimdang). Bà sinh ra và lớn lên tại quê ngoại ở vùng Gangneung trong một gia đình quý tộc danh giá đương thời. Cha là Shin Myung-hwa (申命和) làm quan dưới thời Joseon, nhưng không mấy bận tâm chốn quan trường. Mẹ xuất thân từ dòng tộc Yeongin Lee-ssi (용인 이씨, 龍仁李氏), ông ngoại là Lee Sa-on (이사온, 李思溫); trong gia đình có bốn chị em gái.
Ông ngoại có tư tưởng tiến bộ, cho nữ nhi trong nhà được học tập chữ nghĩa, nhờ đó mà Shin Saimdang có vốn tri thức hiểu biết vượt trội so với phụ nữ đương thời. Bên cạnh văn chương và thơ ca, bà còn rất am hiểu thêu thùa, thư pháp và hội họa.
Năm 19 tuổi, bà thành thân với nhân sĩ Lee Kwon-su (李元秀). Gia đình không có con trai nên Lee Kwon-su ở rể và bà có nhiều thời gian sống tại nhà cha mẹ. Bà thường theo chồng đi thị sát khi ông được bổ nhiệm tại Hanseong (Hán Thành) và các trấn nông thôn, sinh ra Lý Nhị ở Gangneung. Tuy nhiên, bà đột ngột qua đời sau khi chuyển tới vùng Pyongan ở tuổi 48.

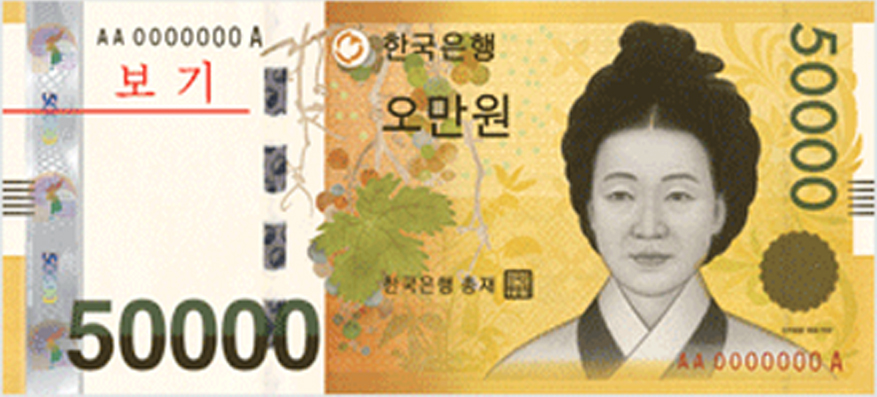
Tờ tiền mệnh giá 50000 won Hàn Quốc in hình Sin Saimdang.

Do sinh trưởng trong gia đình có tư tưởng cởi mở và có một người chồng thấu hiểu, nên Thân phu nhân có thể trau dồi tài năng của mình trong một xã hội Nho giáo cứng nhắc. Không có anh em trai, bà nhận được một nền giáo dục mà vốn chỉ có nam nhi được hưởng, và nền tảng này ảnh hưởng đến rất nhiều đến cách mà bà giáo dục con cái mình.
Các tác phẩm nổi bật: 
- Bộ tranh Sơn thủy đồ (Hangul: 산수도, Hanja: 山水圖) vẽ cảnh sông núi
- Bộ tranh Thảo trùng đồ (Chochungdo, Hangul: 초충도, Hanja: 草蟲圖) vẽ côn trùng vào cỏ cây
- Bài thơ Tư thân (Hangul: 사친, Hanja: 思親) nói về lòng hiếu thảo của bà với mẹ

Chân dung của bà được in trên mặt trước của tờ 50000 Won Hàn Quốc. 